# XIIIe législature de la Cinquième République française
La XIIIe législature de la Cinquième République française est un cycle parlementaire français qui s'ouvre le 20 juin 2007, à la suite des élections législatives de 2007, pour s'achever le 19 juin 2012, les travaux parlementaires étant suspendus le 6 mars 2012. Le parti du président Nicolas Sarkozy, l'UMP, détient avec ses alliés la majorité des députés élus à l'Assemblée nationale.
Précédée par la XIIe législature (2002-2007), la XIVe législature (2012-2017) lui succède.

## Composition de l'exécutif

### Présidents de la République successifs
Lors du passage à la XIIIe législature, Nicolas Sarkozy est président de la République entrant, ayant succédé à Jacques Chirac. François Hollande lui succède le 15 mai 2012 à l'issue de l'élection présidentielle de 2012.

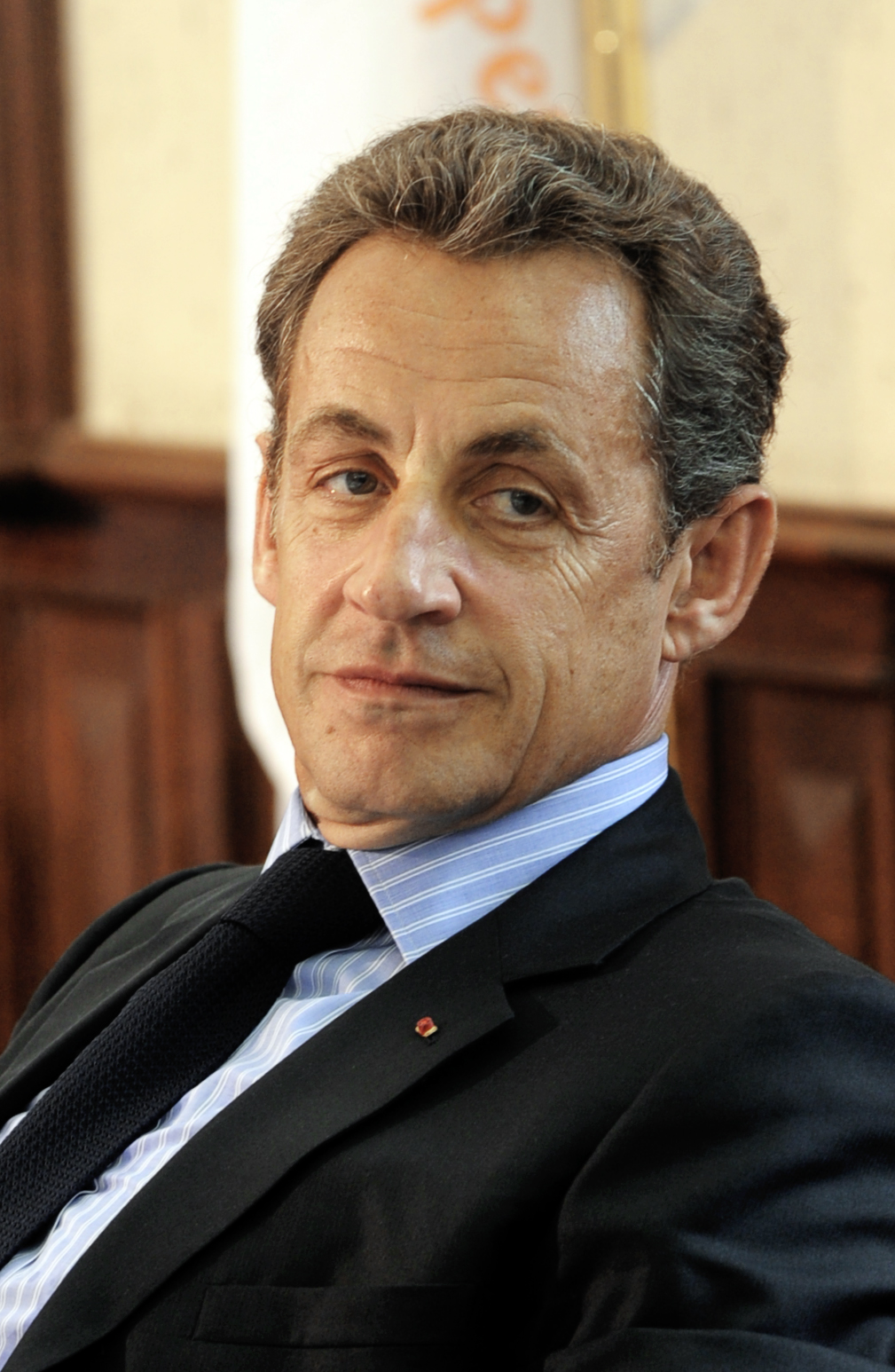
Nicolas Sarkozy, président de la République du 16 mai 2007 au 15 mai 2012.
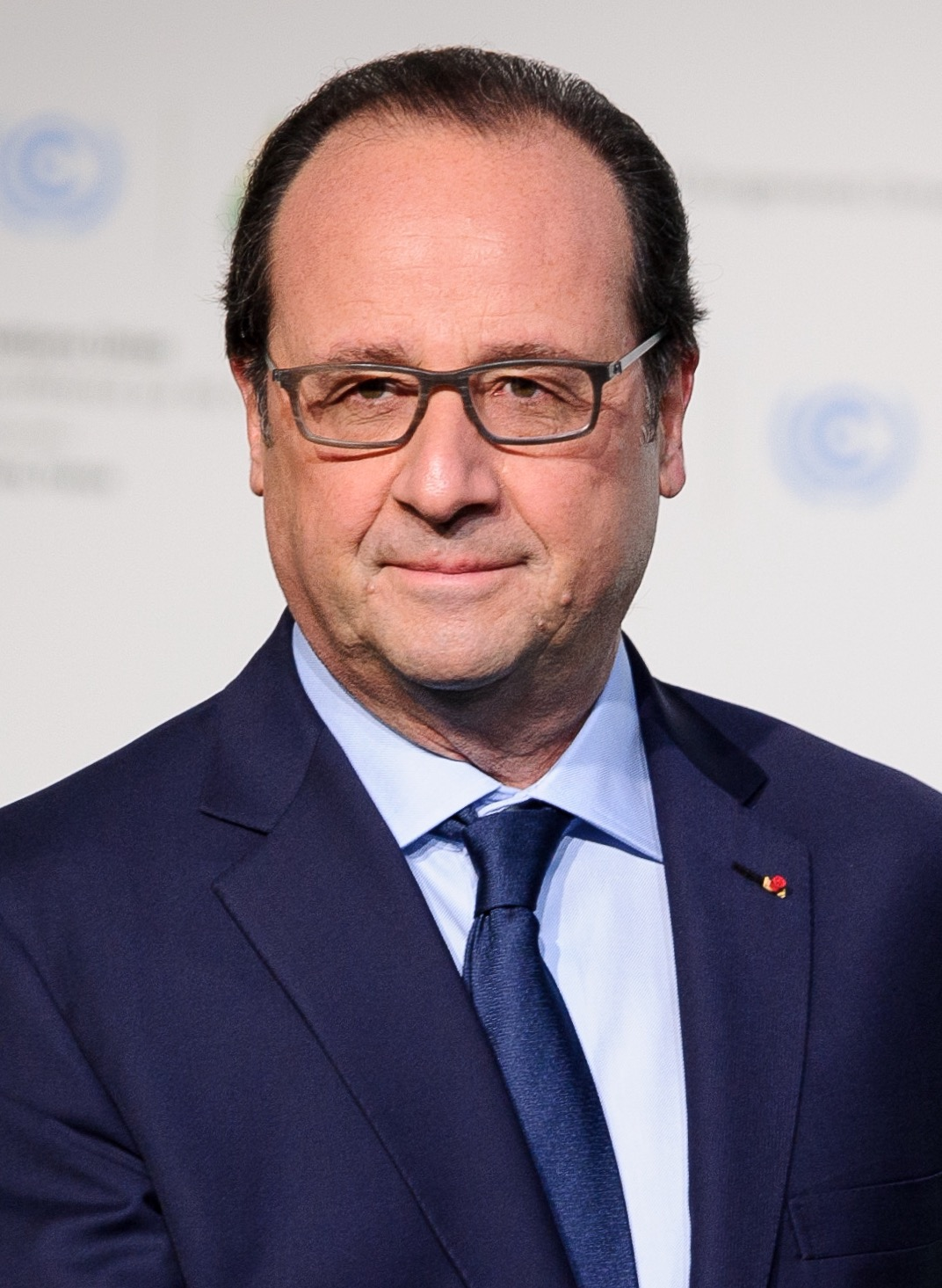
François Hollande, président de la République du 15 mai 2012 au 14 mai 2017.

### Premiers ministres et gouvernements successifs
Se sont succédé 3 gouvernements sous la XIIIe législature.
| Gouvernement | Gouvernement                     | Gouvernement                                           | Dates (Durée)                                            | Parti(s)                           | Premier ministre  | Composition initiale               |
| ------------ | -------------------------------- | ------------------------------------------------------ | -------------------------------------------------------- | ---------------------------------- | ----------------- | ---------------------------------- |
| 1            |                                  | Gouvernement François Fillon (2)                       | du 18 juin 2007 au 13 novembre 2010 (3 ans et 148 jours) | UMP-NC                             | François Fillon   | 15 ministres 16 secrétaires d'État |
| 2            | Gouvernement François Fillon (3) | du 14 novembre 2010 au 10 mai 2012 (1 an et 178 jours) | UMP-NC                                                   | 15 ministres 17 secrétaires d'État | François Fillon   |                                    |
| 3            |                                  | Gouvernement Jean-Marc Ayrault (1)                     | du 16 mai 2012 au 18 juin 2012 (33 jours)                | PS-PRG-EÉLV                        | Jean-Marc Ayrault | 18 ministres 16 secrétaires d'État |

## Composition de l'Assemblée nationale
Au niveau socio-professionnel, l'Assemblée compte un magistrat, Jean-Paul Garraud (ex-juge d'instruction).
107 femmes ont été élues ou réélues, soit 18,54 % du nombre total de députés :
- 46 élues de droite (45 pour l'UMP, 1 pour le MPF);
- 61 élues de gauche (dont 49 PS, 4 PC, 5 PRG, 1 Verte, 2 DVG).

Le doyen d'âge est Loïc Bouvard, député UMP de la 4e circonscription du Morbihan (78 ans au début de son mandat). Le benjamin est Olivier Dussopt, député socialiste de la 2e circonscription de l'Ardèche (28 ans au début de son mandat).

### Résultat des élections législatives par parti
| |                                     |                           |                           |                           |                          |                          |                          |        |      |  |  |  |
| |                                     | Premier tour 10 juin 2007 | Premier tour 10 juin 2007 | Premier tour 10 juin 2007 | Second tour 17 juin 2007 | Second tour 17 juin 2007 | Second tour 17 juin 2007 |        |      |  |  |  |
| |                                     |                           |                           |                           |                          |                          |                          |        |      |  |  |  |
| |                                     | Nombre                    | % des inscrits            | % des inscrits            | Nombre                   | % des inscrits           | % des inscrits           |        |      |  |  |  |
| Inscrits                                                                                                  | Inscrits                            | 43 888 779                | 100,00                    | 100,00                    | 35 223 911               | 100,00                   | 100,00                   |        |      |  |  |  |
| Abstentions                                                                                               | Abstentions                         | 17 363 796                | 39,56                     | 39,56                     | 14 093 565               | 40,01                    | 40,01                    |        |      |  |  |  |
| Votants                                                                                                   | Votants                             | 26 524 983                | 60,44                     | 60,44                     | 21 130 346               | 59,99                    | 59,99                    |        |      |  |  |  |
| |                                     |                           | % des votants             | % des votants             |                          | % des votants            | % des votants            |        |      |  |  |  |
| Bulletins blancs et nuls                                                                                  | Bulletins blancs et nuls            | 501 931                   | 1,89                      | 1,89                      | 723 561                  | 3,42                     | 3,42                     |        |      |  |  |  |
| Suffrages exprimés                                                                                        | Suffrages exprimés                  | 26 023 032                | 98,11                     | 98,11                     | 20 406 785               | 96,58                    | 96,58                    |        |      |  |  |  |
| |                                     |                           |                           |                           |                          |                          |                          |        |      |  |  |  |
| Étiquette politique                                                                                       | Étiquette politique                 | Voix                      | % des exprimés            | +/-                       | Voix                     | % des exprimés           | +/-                      | Sièges | +/-  |  |  |  |
| |                                     |                           |                           |                           |                          |                          |                          |        |      |  |  |  |
| | Union pour un mouvement populaire   | 10 289 028                | 39,54                     | +6,24                     | 9 463 408                | 46,37                    | -0,89                    | 313    | -49  |  |  |  |
| | Divers droite                       | 641 600                   | 2,47                      | -0,82                     | 238 585                  | 1,17                     | - 0,12                   | 9      | +1   |  |  |  |
| | Majorité présidentielle             | 616 443                   | 2,37                      | -                         | 432 921                  | 2,12                     | -                        | 22     | -    |  |  |  |
| | Nouveau Centre                      | 416 361                   | 2,04                      | -                         | 432 921                  | 2,12                     | -                        | 17     | -    |  |  |  |
| | Mouvement pour la France            | 312 587                   | 1,20                      | +0,40                     | 0                        | 0                        | 0                        | 1      | 0    |  |  |  |
| | Droite parlementaire                | 11 859 658                | 45,57                     |                           | 10 134 914               | 49,66                    |                          | 345    | 59,8 |  |  |  |
| |                                     |                           |                           |                           |                          |                          |                          |        |      |  |  |  |
| | Parti socialiste                    | 6 436 136                 | 24,73                     | +0,62                     | 8 622 529                | 42,25                    | +6,99                    | 186    | +46  |  |  |  |
| | Parti communiste français           | 1 115 719                 | 4,29                      | -0,53                     | 464 739                  | 2,28                     | -0,98                    | 15     | -6   |  |  |  |
| | Les Verts                           | 845 884                   | 3,25                      | -1,26                     | 90 975                   | 0,45                     | -2,74                    | 4      | +1   |  |  |  |
| | Divers gauche dont MRC              | 513 457                   | 1,97                      | +0,88                     | 503 674                  | 2,47                     | +1,20                    | 15     | +9   |  |  |  |
| | Parti radical de gauche             | 343 580                   | 1,32                      | -0,23                     | 333 189                  | 1,63                     | -0,52                    | 7      | -1   |  |  |  |
| | Gauche parlementaire                | 9 254 776                 | 35,56                     |                           | 10 015 106               | 49,08                    |                          | 227    | +49  |  |  |  |
| |                                     |                           |                           |                           |                          |                          |                          |        |      |  |  |  |
| | UDF - Mouvement démocrate           | 1 981 121                 | 7,61                      | +2,76                     | 100 106                  | 0,49                     | -3,43                    | 3      | -23  |  |  |  |
| | Front national                      | 1 116 005                 | 4,29                      | -7,05                     | 17 107                   | 0,08                     | -1,17                    | 0      | 0    |  |  |  |
| | Extrême gauche dont LCR & LO        | 887 887                   | 3,41                      | +0,62                     | 0                        | 0                        | 0                        | 0      | 0    |  |  |  |
| | Divers                              | 267 987                   | 1,03                      | +1,03                     | 33 068                   | 0,16                     | +0,10                    | 1      | 0    |  |  |  |
| | Chasse, pêche, nature et traditions | 213 448                   | 0,82                      | -0,85                     | 0                        | 0                        | 0                        | 0      | 0    |  |  |  |
| | Écologistes                         | 208 465                   | 0,80                      | -0,37                     | 0                        | 0                        | 0                        | 0      | 0    |  |  |  |
| | Régionaliste                        | 131 585                   | 0,51                      | +0,25                     | 106 459                  | 0,52                     | +0,38                    | 1      | +1   |  |  |  |
| | Extrême droite dont MNR             | 102 100                   | 0,39                      | -0,94                     | 0                        | 0                        | 0                        | 0      | 0    |  |  |  |
| Source : Résultats proclamés par les commissions de recensement, publiés par le Ministère de l'Intérieur. |                                     |                           |                           |                           |                          |                          |                          |        |      |  |  |  |

### Groupes parlementaires

Composition de l'assemblée nationale par groupe politique, à la clôture de la XIIIe législature
Vacants : 19 sièges
Non inscrits (NI) : 11 députés
Majorité présidentielle
Nouveau centre (NC) : 24 députés
Union pour un mouvement populaire (UMP) : 308 députés
Opposition
Gauche démocrate et républicaine (GDR) : 21 députés
Socialiste, républicain et citoyen (SRC) : 194 députés

| Groupe parlementaire                      | Groupe parlementaire                      | Groupe parlementaire                      | Députés                                   | Députés                                   | Députés | Président déclaré |
| Groupe parlementaire                      | Groupe parlementaire                      | Groupe parlementaire                      | Membres                                   | Apparentés                                | Total   | Président déclaré |
| ----------------------------------------- | ----------------------------------------- | ----------------------------------------- | ----------------------------------------- | ----------------------------------------- | ------- | --- |
|                                           | UMP                                       | Union pour un mouvement populaire         | 297                                       | 7                                         | 304     | Jean-François Copé jusqu'au 23 novembre 2010, puis Christian Jacob                                                       |
|                                           | SRC                                       | Socialiste, radical, citoyen              | 180                                       | 15                                        | 195     | Jean-Marc Ayrault |
|                                           | NC                                        | Nouveau Centre                            | 22                                        | 2                                         | 24      | François Sauvadet jusqu'au 29 juin 2011 puis Hervé de Charette par intérim jusqu'au 6 juillet 2011 et enfin Yvan Lachaud |
|                                           | GDR                                       | Gauche démocrate et républicaine          | 20                                        | 0                                         | 20      | Présidence tournante : Jean-Claude Sandrier, Yves Cochet jusqu'au 29 novembre 2011 puis Roland Muzeau                    |
|                                           |                                           |                                           |                                           |                                           |         | |
| Total de députés membre de groupes        | Total de députés membre de groupes        | Total de députés membre de groupes        | Total de députés membre de groupes        | Total de députés membre de groupes        | 543     | |
|                                           | Députés non-inscrits                      | Députés non-inscrits                      | Députés non-inscrits                      | Députés non-inscrits                      | 13      | |
|                                           |                                           |                                           |                                           |                                           |         | |
| Total des sièges pourvus                  | Total des sièges pourvus                  | Total des sièges pourvus                  | Total des sièges pourvus                  | Total des sièges pourvus                  | 556     | |
| Total des sièges vacants et non attribués | Total des sièges vacants et non attribués | Total des sièges vacants et non attribués | Total des sièges vacants et non attribués | Total des sièges vacants et non attribués | 21      | |

- Vacants : 19 sièges
- Non inscrits (NI) : 11 députés
- Nouveau centre (NC) : 24 députés
- Union pour un mouvement populaire (UMP) : 308 députés
- Gauche démocrate et républicaine (GDR) : 21 députés
- Socialiste, républicain et citoyen (SRC) : 194 députés

### Président de l'Assemblée
- Bernard Accoyer (UMP, 1re circonscription de la Haute-Savoie).

## Élection du président de l'Assemblée nationale
| Candidat        | Circonscription     | Groupe politique | Groupe politique | Voix |
| --------------- | ------------------- | ---------------- | ---------------- | ---- |
| Bernard Accoyer | Haute-Savoie (1re)  |                  | UMP              | 195  |
| Patrick Ollier  | Hauts-de-Seine (7e) |                  | UMP              | 99   |

| Candidat           | Circonscription    | Groupe politique | Groupe politique | Voix | %     | Situation |
| ------------------ | ------------------ | ---------------- | ---------------- | ---- | ----- | --------- |
| Bernard Accoyer    | Haute-Savoie (1re) |                  | UMP              | 314  | 59,13 | Élu       |
| Marylise Lebranchu | Finistère (4e)     |                  | SRC              | 216  | 40,68 | Battue    |
| Autres             |                    |                  |                  | 1    | 0,19  |           |
|                    |                    |                  |                  |      |       |           |
| Votants            | Votants            | Votants          | Votants          | 553  | ?     |           |
| Blancs et nuls     | Blancs et nuls     | Blancs et nuls   | Blancs et nuls   | 22   | 3,98  |           |
| Exprimés           | Exprimés           | Exprimés         | Exprimés         | 531  | 96,02 |           |

## Principales lois votées

### Réforme constitutionnelle et procédure législative
La Loi constitutionnelle du 23 juillet 2008 a participé à une réforme des institutions. Dans ce cadre, un projet de loi sur la procédure législative et des droits du parlement (loi organique) a été adoptée en 2009. Un redécoupage des circonscriptions législatives a également eu lieu en 2010.

### Économie

#### Le «paquet fiscal» ou loi TEPA
La loi en faveur du travail, de l'emploi et du pouvoir d'achat (surnommée « Paquet fiscal », ou loi TEPA) a été adoptée par les deux chambres du Parlement le 1er août 2007.

#### Loi de modernisation de l’économie
La loi de modernisation de l’économie (loi LME) a été présentée le 28 avril 2008 par la ministre de l'Économie Christine Lagarde et promulguée le 4 août 2008. Son coût est faible (estimé à 300 millions d'euros selon la ministre), la loi modernisant des règlementations en faveur de l'activité économique (délais de paiement, passage facilité des seuils de taille pour les entreprises, libéralisation du secteur de la grande distribution).

#### Revenu de solidarité active (RSA)
Le parlement a voté la mise en place du Revenu de solidarité active (RSA). Après une phase d'expérimentation, il doit devenir effectif le 1er juillet 2009.

### Social

#### Loi du 25 juin 2008 portant modernisation du marché du travail
La loi n° 2008-596 du 25 juin 2008 portant modernisation du marché du travail a notamment abrogé le contrat nouvelles embauches (CNE) créé par une ordonnance de 2002 du gouvernement Villepin.

#### Loi sur la représentativité syndicale
Les lois portant sur « la rénovation de la démocratie sociale et la réforme du temps de travail » (loi no 2008-789 du 20 août 2008) et sur « le droit d'accueil pour les élèves des écoles maternelles et élémentaires pendant le temps scolaire » (loi no 2008-790 du 20 août 2008) ont été adoptées par le Parlement le 23 juillet 2008. La première change les règles de la représentativité syndicale et permet une remise en question des 35 heures au niveau des entreprises.

### Éducation

#### Réforme des universités
La loi sur l'autonomie des universités (ou loi LRU), présentée par la ministre de l'Enseignement supérieur Valérie Pécresse, a été votée par le Parlement le 10 août 2007. Cette loi avait été l'objet d'une négociation avec l'UNEF en juin-juillet 2007 et avait obtenu l'accord d'autres organisations étudiantes représentatives dont l'UNI. Un projet de décret sur le statut des enseignants-chercheurs a provoqué un mouvement de grève de ceux-ci en février et mars 2009.

### Justice

#### Loi sur la récidive
La « loi sur la récidive » du 10 août 2007 comporte trois mesures principales : instauration de peines minimales en cas de récidive (« peines plancher »), possibilité d'exclure l'excuse de minorité pour les récidivistes de plus de 16 ans, injonction de soins notamment pour les délinquants sexuels.

#### Réforme de la carte judiciaire
À partir d’octobre 2007, la Garde des Sceaux Rachida Dati conduit une réforme de la carte judiciaire. En février 2008, la réforme est publiée dans le Journal officiel, signe de son adoption ; au 1er janvier 2011, 178 tribunaux d'instance et 23 tribunaux de grande instance auront été supprimés. Parallèlement, 7 tribunaux d'instance et 7 juridictions de proximité seront créés.

#### Loi sur les violences en bande
Le Parlement a adopté le 10 février 2010 la loi sur les violences en bande (officiellement « loi renforçant la lutte contre les violences de groupes et la protection des personnes chargées d'une mission de service public »), qui crée un délit spécifique. Le Conseil constitutionnel n'a censuré que l'article 5, permettant de transmettre aux forces de l'ordre les images enregistrées par des caméras installées dans les parties communes, donc privatives, d'immeubles d'habitation.

#### Nouvelle loi sur la récidive
Le gouvernement annonce le 22 octobre 2009 un projet de loi tendant à amoindrir le risque de récidive criminelle, examiné en procédure accélérée. Adopté par le Parlement le 24 février 2010, celui-ci devrait modifier le régime de la surveillance de sûreté et de l'injonction de soins, en augmentant les possibilités d'imposer la castration chimique aux personnes condamnées pour agression sexuelle.

#### LOPPSI
La loi d'orientation et de programmation pour la performance de la sécurité intérieure (LOPPSI) est une loi concernant la sécurité sur les cinq ans à venir. Très large, elle englobe de nombreuses dispositions (filtrage du Web, mouchards informatiques, scanners corporels, etc.) et fut longuement débattue à l'Assemblée et dans la société civile.

### Secteur public

#### Loi sur le service minimum
Contrairement à ce qu'avaient annoncé les politiques et les médias, aucune loi n'a été votée sur le service minimum ; une loi a cependant été votée pour étendre le champ d'application du mécanisme de l'alarme sociale, expérimenté à la SNCF et la RATP depuis 2003, et qui avait permis de diminuer de 80 % le nombre de grèves. C'est une réforme souvent jugée « minimale », alors que le gouvernement bénéficiait d'un large soutien de l'opinion. Elle est entrée en vigueur en 2008.

#### Réformes des collectivités territoriales
Depuis janvier 2008, le gouvernement a engagé une réforme des collectivités territoriales. Sur le plan fiscal, cette réforme est doublée d'une réforme de la taxe professionnelle.

### Immigration
La loi de maîtrise de l'immigration est adoptée le 23 octobre 2007.

### Santé
La ministre de la Santé Roselyne Bachelot a proposé la loi Hôpital, patients, santé et territoire (loi HPST), reprenant les recommandations du rapport Larcher.